# Bäretswil
Bäretswil (toponimo tedesco) è un comune svizzero di 5 060 abitanti del Canton Zurigo, nel distretto di Hinwil.

## Monumenti e luoghi d'interesse

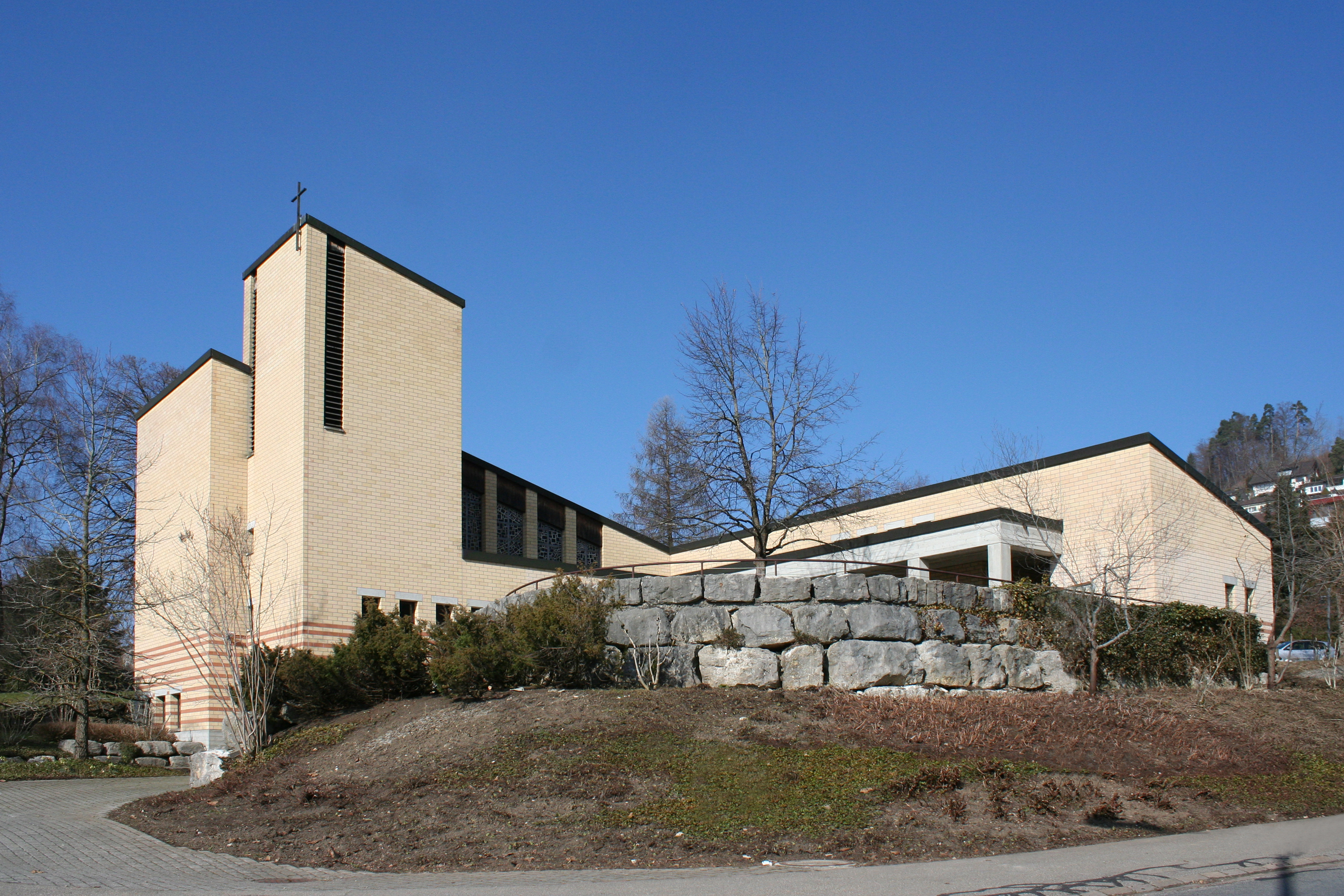
La chiesa di Nicola di Flüe

- Chiesa riformata di San Michele (già di San Dionigi), attestata dal 1275 e ricostruita nel 1504[1];
- Chiesa cattolica di San Nicola di Flüe, eretta nel 1990[1].

## Società

### Evoluzione demografica
L'evoluzione demografica è riportata nella seguente tabella:
Abitanti censiti

## Geografia antropica

### Frazioni
- Adetswil
- Bäretswil
  - Bettswil
  - Hof-Neuthal
  - Klein Bäretswil
  - Tanne
  - Wappenswil

## Infrastrutture e trasporti

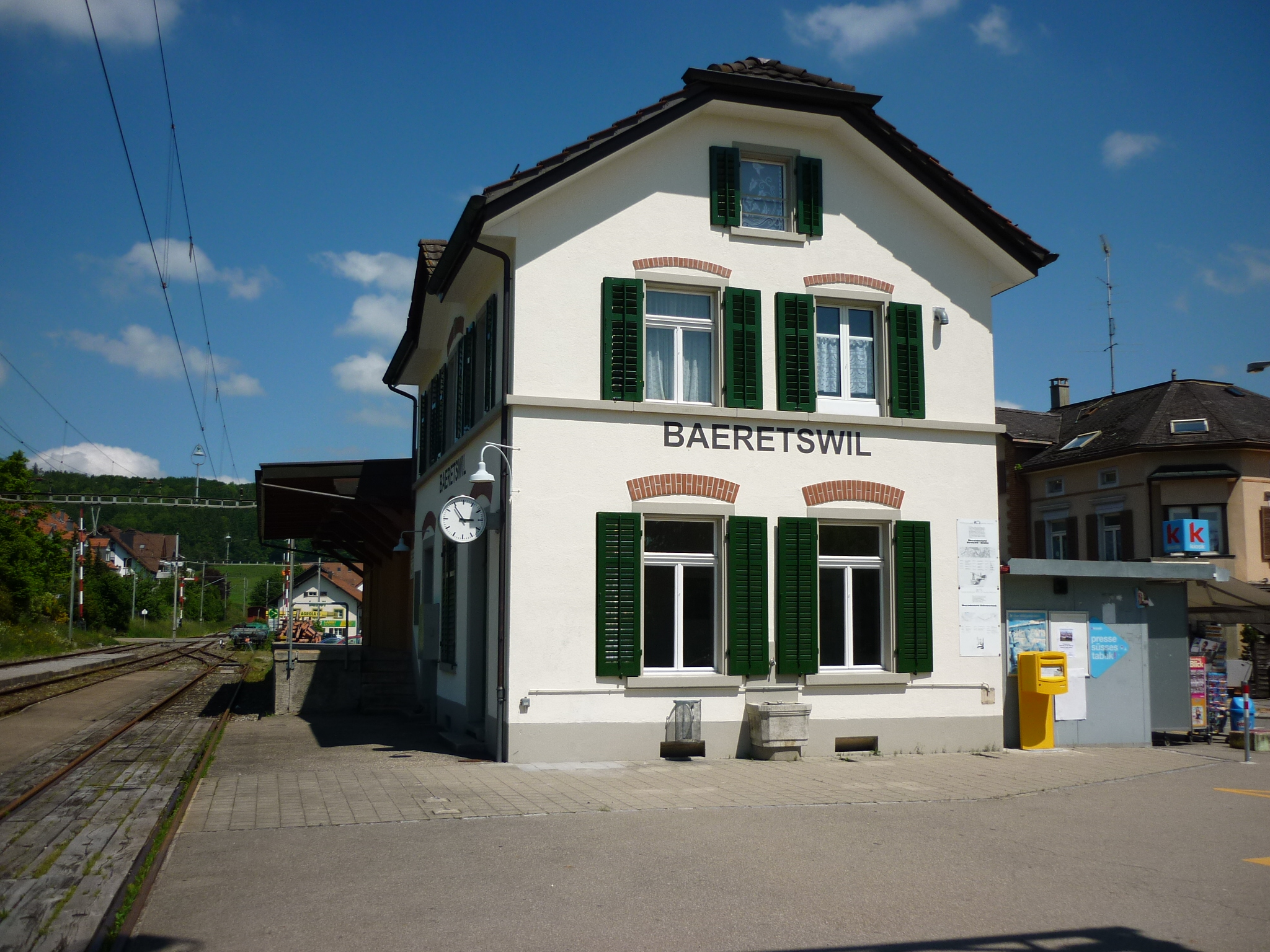
La stazione di Bäretswil

Bäretswil è servito dall'omonima stazione sulla ferrovia Uerikon-Bauma.

## Amministrazione
Ogni famiglia originaria del luogo fa parte del cosiddetto comune patriziale e ha la responsabilità della manutenzione di ogni bene ricadente all'interno dei confini del comune.